# Benedetto Bunico
Benedetto Bunico, all'anagrafe Benoît Bunico (1801 – Nizza, 3 marzo 1863), è stato un politico italiano.

## Biografia
Avvocato, fu Deputato del Regno di Sardegna in quattro differenti legislature. Fu vicepresidente della Camera dei deputati dal 1º febbraio 1849 al 30 marzo 1849, e dal 30 luglio 1849 al 20 novembre 1849.